# Zece Amintiri

Zece Amintiri

Zece amintiri este o carte de poezii publicate de Radu Negrescu-Suțu în România în 1969 și reeditată la Editura Dorul din Danemarca în anul 1996. Cuprinde următoarele poeme : Visând, Simfonie, Abjectivism, În Țara melcilor, Icoane târzii, Renascentism, Încredere, Poveste, Nictalopie, Nihil sine Deo și Și-alte patru triste cânturi. 

## Aprecieri critice
„… Zece amintiri, poezii traduse de autor peste ani în limba franceză (Dix souvenances), au fost publicate de revista studențească Amfiteatru din Capitală prin anii 1968-1969, înainte de a fi fost reunite într-un volum. Atunci le-am citit pentru prima dată, și-mi amintesc polemicile stârnite de aceste versuri inedite în lumea artistică a Bucureștilor acelor ani, când cenzura nu prea permitea o versificație anticonformistă. Îmi reamintesc de asemeni spectacolele în care tânărul Negrescu își declama într-un mod foarte original poemele, acompaniat la pian de Eugen Stroe, fiul marelui actor, spre delectarea publicului ,,rebel’’ care venea la aceste spectacole de avangardă. Deși anii au trecut, le recitesc și acum cu aceeași plăcere, savoarea lor nefiind alterată de trecerea timpului. Radu Negrescu-Suțu s-a remarcat în continuare ca prozator, în detrimentul poeziei, lucru pe care eu l-am regretat. ”—Mircea Ciobanu